# Radoši kod Žbandaja
Radoši kod Žbandaja is een plaats in de gemeente Poreč in de Kroatische provincie Istrië. De plaats telt 61 inwoners (2001).